# Arthur Adamov

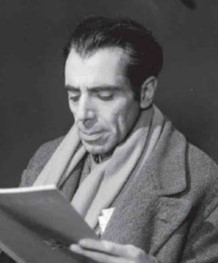
Arthur Adamov

Arthur Adamov (Kislovodsk, Rusland, 23 augustus 1908 – Parijs, 15 maart 1970) was een Frans (toneel)schrijver van Russische afkomst. 
Adamov emigreerde reeds in 1914 met zijn familie naar het Westen en woonde vanaf 1924 in Parijs. Het meeste van zijn literaire werk stamt van na de Tweede Wereldoorlog. 
Adamov wordt vooral gezien als een representant van het absurd toneel. Zijn werken vertonen verder invloeden van het surrealisme en later ook invloeden van Bertolt Brecht. Hij vertaalde tal van literaire werken vanuit het Russisch naar het Frans, onder meer van Maksim Gorki, Gogol en Dostojevski. 
- Bibsys: 90068303
- Biblioteca Nacional de España: XX1171708
- Bibliothèque nationale de France: cb11888085g (data)
- CiNii: DA06383365
- Gemeinsame Normdatei: 118500589
- International Standard Name Identifier: 0000 0001 2102 2098
- Library of Congress Control Number: n50035116
- Bibliotheek van het Japanse parlement: 00430956
- Nationale Bibliotheek van Tsjechië: jn19990000027
- Nationale Bibliotheek van Israël: 987007296503805171
- Nationale Bibliotheek van Polen: a0000003189750
- Nederlandse Thesaurus van Auteursnamen: 069097143
- Réseau des bibliothèques de Suisse occidentale: 02-A024482349
- Istituto Centrale per il Catalogo Unico: RAVV027498
- LIBRIS: 209650
- SNAC: w6rx9frm
- Système universitaire de documentation: 026677563
- Virtual International Authority File: 71386163
- WorldCat: E39PBJr3y64rwMvBQYYgJt7bVC